# PvPGN
PvPGN (Player vs Player Gaming Network) — открытый программный проект, позволяющий эмулировать различные игровые серверы. Создан на основе bnetd, и распространяется по лицензии GPL.
На текущий момент PvPGN поддерживает большинство возможностей клиентов Battle.net (Diablo, Diablo II, Diablo II: Lord of Destruction, StarCraft, StarCraft: Brood War, Warcraft II: Battle.net Edition, Warcraft III: Reign of Chaos, Warcraft III: The Frozen Throne), а также предоставляет базовую экспериментальную поддержку клиентов Westwood Online (Command & Conquer: Tiberian Sun, Command & Conquer: Red Alert 2, Command & Conquer: Yuri's Revenge, Dune 2000, Emperor: Battle for Dune).

## Поддерживаемые протоколы
Список поддерживаемых клиентов и версий
- Battle.net
  - Diablo
  - StarCraft
  - Starcraft: Brood War
  - Warcraft II Battle.Net Edition
  - Diablo II
  - Diablo II: Lord of Destruction
  - Warcraft III: Reign of Chaos
  - Warcraft III: The Frozen Throne
- Westwood Online
  - Command & Conquer: Red Alert
  - Command & Conquer: Red Alert 2
  - Command & Conquer: Tiberian Sun
  - Command & Conquer: Tiberian Sun — Firestorm
  - Command & Conquer: Yuri’s Revenge
  - Command & Conquer: Renegade
  - Nox
  - Dune 2000
  - Emperor: Battle for Dune

## Поддерживаемые платформы
- Linux
- BeOS
- FreeBSD
- Mac OS X
- Microsoft Windows
- Solaris